# Harwood Harrison
James Harwood Harrison, 1er baronnet (6 juin 1907 - 11 septembre 1980) est un homme politique britannique du Parti conservateur. Il est député de la circonscription d'Eye dans le Suffolk de 1951 à 1979.

## Biographie
Harrison est le fils aîné du révérend E.W. Harrison et de E.E. Tribe de Bugbrooke, dans le Northamptonshire où sa famille possède des terres depuis le XVIIIe siècle. La maison familiale, Bugbrooke Hall, appartient maintenant à l'armée de Jésus. Il fait ses études à la Northampton Grammar School et au Trinity College d'Oxford et travaille comme directeur d'entreprise pour un fabricant d'aliments pour animaux. Il est conseiller municipal d'Ipswich de 1935 à 1946 et sert pendant la Seconde Guerre mondiale avec le Suffolk Regiment, commandant le 4e bataillon. Il est fait prisonnier à Singapour et passe du temps sur le chemin de fer birman.
Harrison remporte Eye aux élections générales de 1951, battant Edgar Granville. Il est le Secrétaire parlementaire privé d'Harold Macmillan lorsque celui-ci est secrétaire au Logement. Il est whip du gouvernement en tant que Lords du Trésor du 8 avril 1956 au 16 janvier 1959 et contrôleur de la maison entre 1959 et 1961. Il préside ensuite des comités conservateurs d'arrière-ban. Il est créé baronnet le 6 juillet 1961.
A sa retraite de député d'Eye aux élections générales de 1979, il est remplacé par un autre conservateur, John Gummer, élu avec une majorité de 27 %. Le siège est supprimé aux élections générales de 1983 et est divisé en trois nouveaux sièges : Suffolk Coastal, Central Suffolk et Waveney, qui ont tous élu des candidats conservateurs. Gummer est élu député de Suffolk Coastal, Michael Lord de Central Suffolk et James Prior de Waveney.
Il épouse Peggy Stenhouse, fille du lieutenant-colonel VD Stenhouse en 1932 et a deux enfants, Michael James Harwood Harrison, 2e baronnet, et Joanna Kathleen Sanders.
Il est enterré dans le cimetière de St Michael and All Angels, Bugbrooke, Northamptonshire.